# ارنست بورمن
ارنست جی. بورمن (به انگلیسی: Ernest G. Bormann)؛ (۲۸ ژوئیه ۱۹۲۵–۲۷ دسامبر ۲۰۰۸) استاد ممتاز گروه ارتباطات گفتاری دانشکده هنرهای آزاد در دانشگاه مینه سوتا بود. وی نویسنده کتاب‌ها و مقالات متعددی است.

## تحصیل
بورمن مدرک کارشناسی خود را از دانشگاه داکوتای جنوبی در سال ۱۹۴۹ و مدرک کارشناسی ارشد و دکتری خود را از دانشگاه آیووا در سال ۱۹۵۳ دریافت کرد.

## شغل
مدتی در دانشگاه داکوتای جنوبی، دانشگاه ایلینوی شرقی و دانشگاه ایالتی فلوریدا تدریس می‌کرد. در سال ۱۹۵۹ حرفه ای طولانی و ممتاز (۱۹۵۹–۲۰۰۸) را در گروه ارتباطات گفتاری دانشگاه مینه سوتا آغاز کرد.

## نیروی فانتزی: بازسازی رؤیای آمریکایی
در این کتاب که اولین بار در سال ۱۹۸۵ منتشر شد، ارنست جی. بورمن، اقناع جمعی در آمریکا را از سال ۱۶۲۰ تا ۱۸۶۰ بررسی می‌کند و چهار اجتماع بلاغی را از نزدیک مورد بررسی قرار می‌دهد: تجدید حیات در ۱۷۳۹–۱۷۴۰؛ انجیل داغ دوران پس از انقلاب؛ احیای انجیلی و اصلاح دهه ۱۸۳۰؛ احزاب جمهوری خاک آزاد و جمهوریخواه. هر اجتماعی بسیار متفاوت است ولی بورمن ادعا می‌کند هر اجتماع بعدی دارای سنت بلاغی برای بازگرداندن «رؤیای آمریکایی» است که اساساً اصلاح بینش‌های پیشین است؛ بنابراین، آنها خانواده‌ای از چشم‌اندازهای بلاغی را تشکیل می‌دهند که یک سنت بلاغی مهم در فرهنگ عامه آمریکایی قرن نوزدهم است.

## نظریه همگرایی نمادین
ارنست بورمن نظریه همگرایی نمادین ارتباطات انسانی را ارائه نمود که بر اشتراک‌گذاری گروه  تخیلات  تفسیرهای خلاقانه به عنوان روشی برای توسعه معنی مشترک تأکید دارد.

## تجزیه و تحلیل موضوع فانتزی
تجزیه و تحلیل موضوع فانتزی نوعی نقد بلاغی است که نخستین بار در ۱۹۷۲ مطرح شد. این کار تخیلات مشترک گروهی از افراد، شاید مخاطبان را برای یک نمایش تجاری یا سخنرانی عمومی، می‌گیرد و آنها را برای شوخی‌های داخلی و نشانه‌های دیگر برای آگاهی مشترک مورد بررسی قرار می‌دهد. سپس انتقاد می‌تواند آگاهی گروه را برای تعیین قهرمانان و اشرار، امیدها و ترس‌های آن، نحوه برخورد اعضای گروه با مواردی مانند خشونت یا رفتارهای مهربانانه و سایر رویدادها در داخل و خارج از جامعه توصیف و ارزیابی کند. یک منتقد ماهر می‌تواند تجزیه و تحلیل بسیاری از مشکلات را اعمال کند، مانند چگونه وزارت بهداشت می‌تواند مجموعه ای از تبلیغات تلویزیونی را بسازد تا نوجوانان تشویق به ترک دخانیات و سیگار کند؟

## جایزه‌ها
- جایزه انجمن گفتار مینه‌سوتا، ۱۹۸۳
- جایزه چارلز وولبرت برای طرح‌های پژوهشی، ۱۹۸۳
- جایزه معلمان نمونه دانشکده هنرهای آزاد، دانشگاه مینه‌سوتا، ۱۹۸۶
- جایزه ب. اوبری فیشر برای راهنمایی انجمن بین‌المللی ارتباطات، ۱۹۸۸
- جایزه خدمات ممتاز انجمن ارتباطات گفتاری، ۱۹۹۰
- جایزه پژوهشگر ممتاز انجمن ارتباطات گفتاری، ۱۹۹۲